# Шахматы в филателии

Почтовая марка Болгарии из серии, посвящённой Балканским играм (1947). Первая «шахматная» марка в мире

«Ша́хматы в филатели́и», или «ша́хматная филатели́я», — название одной из областей тематического коллекционирования знаков почтовой оплаты, штемпелей и других филателистических материалов, посвящённых шахматам, выдающимся шахматистам, шахматным турнирам, организациям шахматистов или связанных с ними.

## История и описание

На почтовой марке Кубы 1976 года приведены портрет шахматиста Р. Лопеса и схематическое изображение шахматной доски с фрагментом одной из его партий

На почтовой марке Кубы 1976 года изображены портрет знаменитого шахматиста Филидора, обложка его книги «Анализ шахматной игры» (1749) и пешка

Появление шахматной тематики на марках связано со значительным расширением тем, которым стали посвящаться почтовые марки в первой половине XX века. В 1935 году впервые была отмечена шахматная олимпиада — почта Польши применяла тогда специальный штемпель. Первая шахматная марка вышла в свет в 1947 году в Болгарии, номиналом в 9 левов (Sc #580), в спортивной серии в ознаменование Балканских игр. За ней в 1948 году последовала советская серия, после чего марки и другие коллекционные материалы о шахматах стали выходить во многих странах мира.
На эту тему формируются мотивные и тематические коллекции. Она пользуется определённой популярностью у филателистов.
К шахматной тематике относятся марки и другие филателистические материалы, на которых изображены известные шахматисты, фрагменты шахматных партий, шахматные фигуры и шахматная доска, шахматная символика, книги по теории шахмат, книги и другие произведения, сюжет которых связан с шахматами.

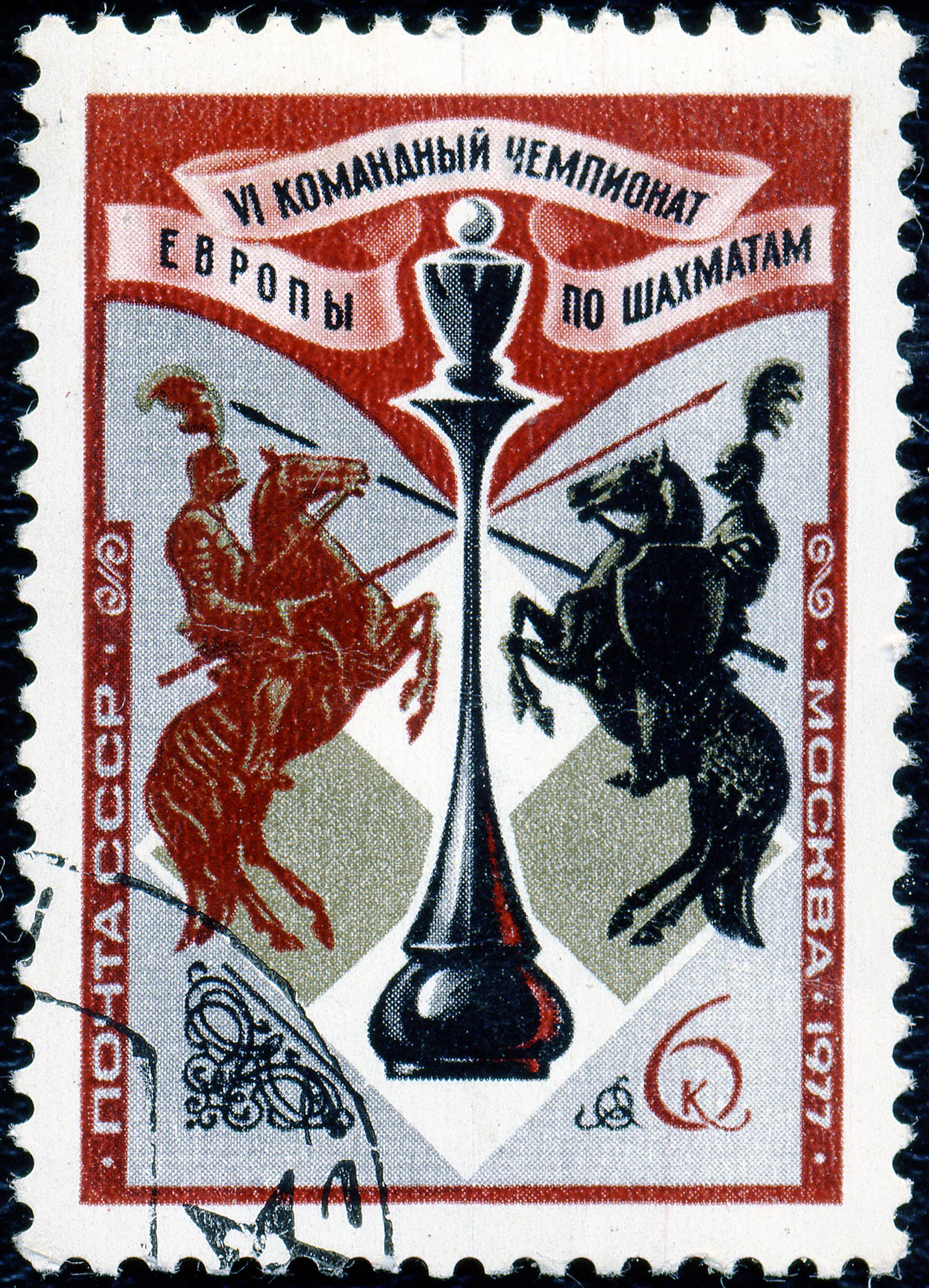
Почтовая марка СССР, посвящённая VI командному чемпионату Европы по шахматам, 1977

## Шахматные выпуски СССР и России

### СССР
В 1948 году вышла серия из трёх марок, посвящённая турниру на первенство мира по шахматам (ЦФА [АО «Марка»] № 1334—1336). На двух марках изображено здание Дома Союзов в Москве, где проходил турнир, а на третьей — эмблема турнира: ладья на фоне шахматной доски.
В 1958 году, к 50-летию со дня смерти первого русского гроссмейстера М. И. Чигорина, организатора и победителя трёх первых Всероссийских чемпионатов по шахматам, была выпущена марка (ЦФА [АО «Марка»] № 2226).
Кроме того, шахматной теме посвящены также следующие почтовые марки СССР:
- 1962 — XXX первенство СССР по шахматам (ЦФА [АО «Марка»] № 2782),
- 1963 — первенство мира по шахматам (ЦФА [АО «Марка»] № 2872—2877),
- 1966 — чемпионат мира по шахматам (ЦФА [АО «Марка»] № 3357),
- 1977 — VI командный чемпионат Европы по шахматам (ЦФА [АО «Марка»] № 4682),
- 1982 — Межзональные турниры чемпионатов мира по шахматам среди женщин и среди мужчин (ЦФА [АО «Марка»] № 5327—5329),
- 1984 — первенство мира по шахматам среди мужчин и среди женщин (ЦФА [АО «Марка»] № 5552, 5553),
- 1985 — первенство мира по шахматам (ЦФА [АО «Марка»] № 5667),
- 1991 — 75-летие со дня рождения советского эстонского шахматиста П. П. Кереса (ЦФА [АО «Марка»] № 6284).

Помимо относительно немногочисленных марок, в СССР было издано много маркированных конвертов и специальных штемпелей.

### Россия
В 2000 году в России выходил малый лист из 12 марок, посвящённых ярким моментам спортивной истории XX века. На одной из марок, номиналом в 4 рубля, был запечатлён легендарный советский чемпион мира по шахматам Михаил Ботвинник. Кроме этого, было выпущено несколько цельных вещей в честь известных шахматистов или крупных шахматных соревнований.
В 2022 году вышел лист и марка, посвящённые шахматам, из серии «Виды спорта».

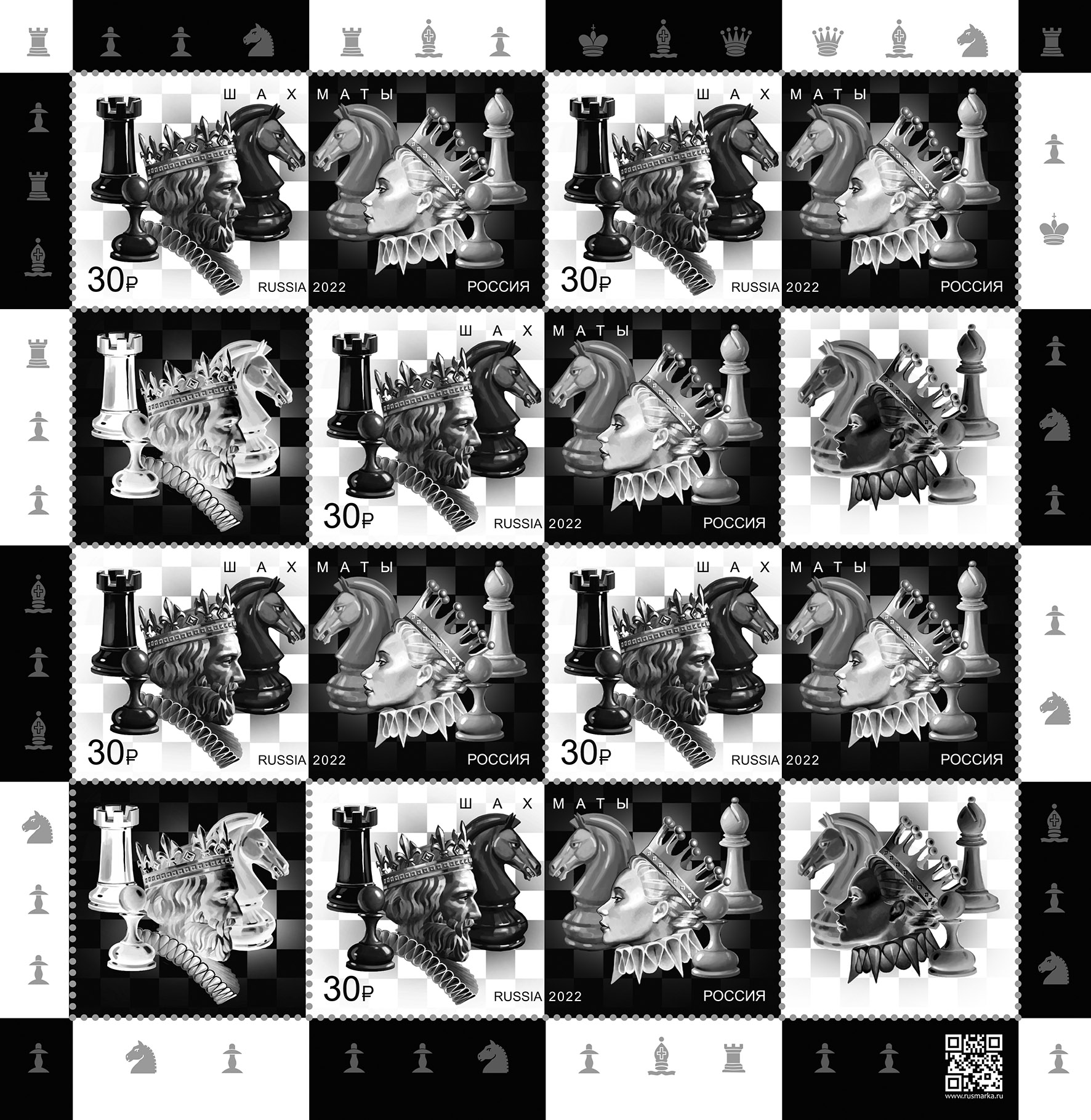
Почтовый лист 2022. Шахматы.

## Шахматисты-филателисты

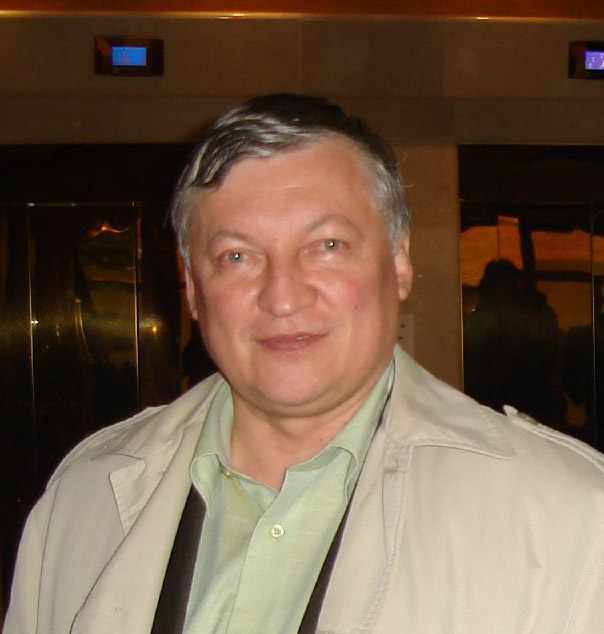
Анатолий Карпов (род. 1951) ― знаменитый шахматист и филателист (фото 2006 года)

Среди наиболее известных шахматистов, собирающих почтовые марки, следует выделить экс-чемпиона мира Анатолия Карпова. Считается, что им собрана самая крупная коллекция марок, которую он поместил в банковском хранилище. Основные направления его коллекционирования — олимпийская филателия, марки Бельгии, а также хронология советских марок, шахматы и выборочно живопись. Кроме того, Карпов собрал коллекции спичечных этикеток и спортивных значков и жетонов. В 1979 году он был удостоен звания почётного члена Всесоюзного общества филателистов; позднее вошёл в «Клуб Монте-Карло» (фр. Club de Monte-Carlo de l’Elite de la Philatélie) для 100 самых известных и самых именитых филателистов мира, созданный в 1999 году князем Монако Ренье III. Является членом Попечительского совета Национальной академии филателии России.
Анатолий Карпов демонстрировал свои филателистические коллекции на выставках. Так, бельгийская коллекция международного гроссмейстера принимала по просьбе почтового ведомства Бельгии участие в одной из выставок в почетном классе и имела большой успех. В 2000 году, во время летней Олимпиады в Сиднее, экспозиция Карпова, включавшая марки 1920 и 1924 годов по случаю Олимпийских игр в Антверпене и Париже, демонстрировалась на специальной филателистической выставке и заняла третье место.

Почтовая марка Тувалу (1986), посвящённая чемпионам мира Фишеру и Карпову(Sc #352a)

В 1982 году на марке СССР в честь межзонального турнира (ЦФА [АО «Марка»] № 5328) была сделана надпечатка золотистого цвета «А. Карпов — обладатель восьми „Шахматных Оскаров“» (ЦФА [АО «Марка»] № 5329). Вторая марка СССР, посвящённая Карпову, вышла в 1985 году в ознаменование матча на первенство мира с Г. Каспаровым (ЦФА [АО «Марка»] № 5667). Всего с 1978 по 1988 год в 13 странах мира (главным образом, Африки, Азии и Южной Америки) было выпущено 26 почтовых марок и блоков, содержавших портрет или имя этого выдающегося шахматиста современности.
Своё отношение к филателии А. Карпов выразил следующими словами:
Почтовые марки являются превосходным стимулом для развития и тренировки памяти, что особо необходимо шахматистам…
Марки — хороший помощник в любом деле. Пусть они остаются вашими друзьями на всю жизнь.
По некоторым сведениям, вторая большая коллекция марок среди шахматистов принадлежала международному мастеру Александру Кузнецову (1913—1982), работавшему в журнале «Шахматы в СССР».
Обширную филателистическую коллекцию о чемпионах мира и претендентах на мировую шахматную корону собрал московский коллекционер, судья республиканской категории по шахматам В. Б. Войшко. В 1971 году им был разработан выставочный экспонат «С шахматами через века и страны», который потребовал значительную площадь экспозиции — около 20 стендов. В 1975 году Войшко подготовил новую коллекцию — «За шахматную корону», ограничив тему лишь филателистическими материалами о первенствах мира по шахматам среди мужчин. Эта коллекция получила серебряную медаль на международной филателистической выставке «Соцфилэкс-75». Экспонат включал 16 разделов:
1. ФИДЕ и национальные шахматные организации.
2. Конец XIX века — эпоха первого чемпиона мира В. Стейница.
3. В числе сильнейших шахматистов мира начала XX века.
4. Эм. Ласкер — второй чемпион мира.
5. Х. Р. Капабланка — третий чемпион мира.
6. А. Алехин — четвёртый чемпион мира.
7. М. Эйве — пятый чемпион мира.
8. М. Ботвинник в числе претендентов.
9. Эпоха М. Ботвинника — шестого чемпиона мира.
10. В . Смыслов — седьмой чемпион мира.
11. М. Таль — восьмой чемпион мира.
12. Т. Петросян — девятый чемпион мира.
13. Б. Спасский — десятый чемпион мира.
14. Р. Фишер — одиннадцатый чемпион мира.
15. А. Карпов — двенадцатый чемпион мира.
16. Борьба за шахматную корону продолжается[9].

В дальнейшем В. Б. Войшко подготовил наиболее полный на тот момент каталог по шахматной филателии, который увидел в свет в 1984 году[≡].

## Филателистические объединения
По состоянию на октябрь 2008 года в мире существовали следующие объединения филателистов, интересующихся шахматной тематикой:
- Филателистическое товарищество по теме «Шахматы» (фр. Amicale Philatélique Thèméchecs, Франция)[10].

Публикует ежеквартальный журнал «Philemat», издаёт собственный каталог «Thèméchecs» и предлагает подписку на новые выпуски марок, штемпели, конверты и т. д.
- Группа по изучению шахмат на почтовых марках (англ. Chess on Stamps Study Unit — COSSU, США).

Входит в Американскую тематическую ассоциацию, публикует ежеквартальный журнал «Chesstamp Review», организует аукционы и продажи коллекционных материалов. Членский взнос составляет $15 в год для жителей Северной Америки и $21 — для всех других иностранных членов. Президент — Рей Алексис (Ray Alexis), секретарь-казначей — Джим Макдевитт (Jim McDevitt).
- Общество собирателей на шахматную тему (нем. Gemeinschaft der Schachmotivsammler — GSM, Германия)[11].

Выпускает журнал «Messenger» на немецком и английском языках, предлагает подписку, проводит конкурсы и аукционы. Председатель — Херберт Рёдер (Herbert Roeder).
- Мотивная группа «Шахматы» (нидерл. Motiefgroep Schaken, Нидерланды)[12].

Издаёт ежеквартальный журнал на голландском языке и организует частые аукционы.
- Фламандские шахматные филателисты (Vlaamse Schaak-Philatelisten — VSP, Бельгия)[13].

Группа коллекционеров, основанная в 1988 году. Публикует один раз в два месяца журнал «De Schaakphilatelist» (на голландском языке).

## Печатные издания
Каталоги:
- Шахматная филателия. Каталог-справочник / Сост. В. Б. Войшко; Всесоюзное общество филателистов. — М.: Радио и связь, 1984. — 192 с.[^]

Предисловие к этому изданию написано Анатолием Карповым. Содержит каталогизированные сведения о выходивших в мире марках, открытках и других объектах филателистического коллекционирования на шахматную тему — всего более 1100 наименований.
- Chess: Thematic Stamps Catalog / Jordi Domingo I. Gimeno. — 2nd edn. — Domfil grupo Afinsa, 2004. — 128 p. — ISBN 8-49561-520-7. (исп.) (англ.)

Тематический каталог почтовых марок «Шахматы» испанского издательства «Domfil», включающий 1103 марок и блоков, в том числе много спекулятивных и фантастических выпусков, с неправдоподобно завышенными ценами. Марки отсортированы по странам (а также по времени выпуска).
- Stanley Gibbons. Collect Chess on Stamps / J. S. Young, D. J. Aggersberg (ed.). — 2nd edn. — London: Stanley Gibbons Ltd, 1999. — 72 p. — ISBN 0-85259-471-2. (англ.)

В этом каталоге марки отсортированы по странам, но спекулятивные марки, например, некоторые выпуски Центральноафриканской империи, Экваториальной Гвинеи и Фуджейры, перечислены отдельным приложением.
- Thèméchecs. — L’Amicale Philatélique Thèméchecs, 1997. (фр.)

Марки отсортированы по времени издания и по странам, сомнительные и спекулятивные выпуски даны приложением.
- Borges Chess Postmark Catalogue: In 3 vols. / Alberto C. M. Borges. — 2007. (англ.)
  - Vol. 1: Americas, Africa, Asia and Oceania: 1939—1997.

Каталог спецгашений, отсортированных по странам. Намечен к выпуску в трёх томах (уже опубликован первый том).
Помимо указанных, выходят каталоги, подготовленные обществом GSM в Германии и С. ван Кетелем (Sjoerd C. van Ketel) в Нидерландах.
В прошлом также издавались следующие каталоги:
- Checkmate (Швеция), авторы — Ханс Ульфстромер (швед. Hans Ulfstromer, Швеция; до 1988) и Гутт (англ. Gutt, Германия; приложения для 1988—1996 годов);
- Checkmotif (Германия), 1995 (?), автор — Луц Зегер (нем. Lutz Seger), 600 с.; включает почтовые марки, конверты первого дня, цельные вещи, спецгашения и другие шахматные коллекционные материалы;
- Echecs en Philatelie (Франция), автор — G. P. Gerlinger.
- Flexa (Бразилия), в 5 томах, автор — Ruy Arco e Flexa (ум. 2000).

Книги:
- Berkovich F., Divinsky N. Jewish Chess Masters on Stamps. — McFarland & Company, 2000. — 136 p. — ISBN 0-7864-0683-6. (англ.)
- Hoffmann F., Hoffmann J. Schach unter der Lupe. — Berlin: Sportsverlag Berlin, 1986. — 152 S. — ISBN 3-328-00172-7. (нем.)[7]

## Интересные факты

Марки Венгрии (2004): «Краткий курс истории шахмат в Венгрии»(Mi #4885—4948)

В сентябре 2004 года почтовое ведомство Венгрии выпустила серию из 64 почтовых миниатюр (Mi #4885—4948), на которых микрошрифтом рассказано об истории шахмат в Венгрии. Каждая марка имеет номинал 50 форинтов, все они объединены в малый лист в виде шахматной доски, фигуры которой образуют начальную позицию венгерской партии. Впервые этот дебют встретился в матче по переписке Париж — Будапешт, который продолжался с 1842 по 1845 год.
Микрошрифт позволил разместить на каждой марке несколько десятков слов текста, а вся серия названа «Краткий курс истории шахмат в Венгрии». Значительное число марок отведено биографическим статьям о знаменитых венгерских гроссмейстерах: Ласло Сабо, Лайоше Портише, Андраше Адорьяне, Дьюла Саксе, Золтане Рибли, Петере Леко, Иштване Билеке и Жуже Верёци-Петронич.
Этот выпуск установил сразу три рекорда в филателии:
- появились марки с самым обширном текстом;
- самый большой малый лист;
- самая длинная серия марок, посвящённая шахматам.